# Silvestro
Silvestro  è un nome proprio di persona italiano maschile.

## Varianti
- Maschili: Salvestro[2]
- Femminili: Silvestra[3]

### Varianti in altre lingue
- Bretone: Jelvestr
- Ceco: Silvestr[1]
- Croato: Silvestar
- Danese: Sylvester, Silvester
- Francese: Sylvestre[1]
- Greco moderno: Σίλβεστρος (Silvestros)
- Inglese: Silvester[1], Sylvester[1][4]
  - Ipocoristici: Sly[1]
- Irlandese: Sailbheastar, Silbheastar
- Latino: Silvester[1][2]
- Lettone: Silvestrs
- Lituano: Silvestras
- Polacco: Sylwester[1]
- Portoghese: Silvestre[1]
- Rumeno: Silvestru
- Russo: Сильвестр (Sil'vestr )
- Serbo: Силвестар (Silvestar)
- Slovacco: Silvester[1]
- Sloveno: Silvester[1]
  - Femminili: Silvestra[3]
- Spagnolo: Silvestre[1]
- Svedese: Sylvester
- Tedesco: Silvester[1]
  - Ipocoristici: Vester[1], Fester[1]
- Ucraino: Сильвестр (Syl'vestr)
- Ungherese: Szilveszter[1]

## Origine e diffusione
Deriva dal nome latino Silvester, tratto dall'omonimo aggettivo, con il significato di "silvestre", "che vive nei boschi", "che proviene dalla selva" (in quanto basato sul termine silva, "selva", "bosco"); altro significato attribuito, per estensione, è quello di "rozzo", "selvatico", "rurale".
Silvestro condivide la stessa etimologia dei nomi Silvio, Silvano, Silverio e Selvaggia, tutti riconducibili alla radice selva. La forma inglese Silvester era in uso fin dal Medioevo, ma divenne più rara dopo la riforma protestante; attualmente è più usata la forma Sylvester.

## Onomastico
L'onomastico si festeggia il 31 dicembre in ricordo di san Silvestro I, papa. Con lo stesso nome si ricordano anche, alle date seguenti:
- 2 gennaio, san Silvestro di Troina, abate e confessore[2][7]
- 9 giugno, san Silvestro, patrono dei cuochi[2]
- 20 novembre, san Silvestro il taumaturgo, vescovo di Chalon[2][5][7]
- 26 novembre, san Silvestro Guzzolini, abate e fondatore della Congregazione dei silvestrini[2][5][7]

## Persone
- Silvestro I, papa e santo
- Silvestro II, papa
- Silvestro III, papa

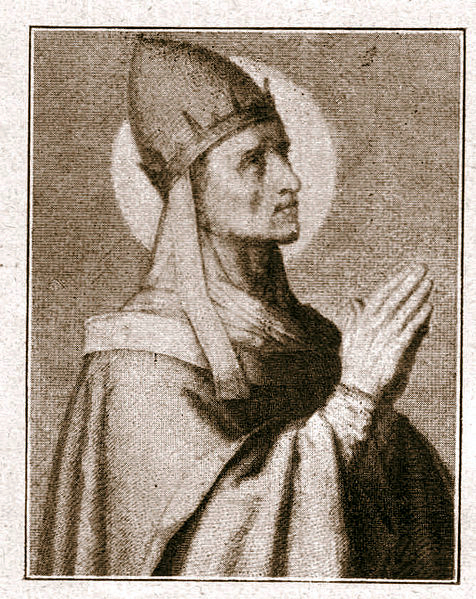
Papa Silvestro I

Silvestro Gherardi

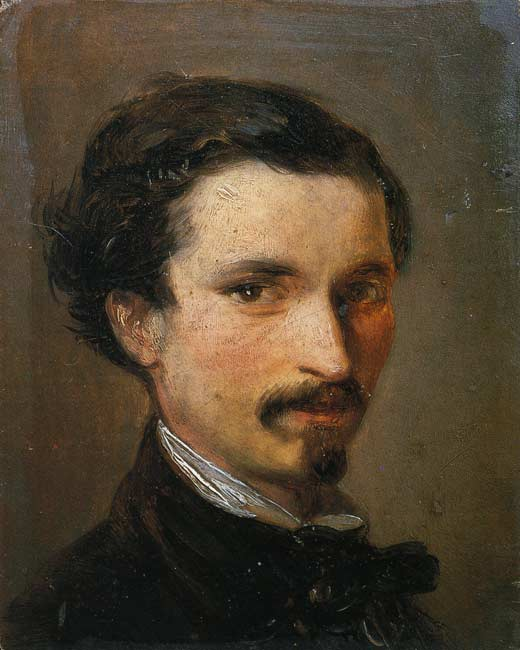
Silvestro Lega

- Silvestro Aldobrandini, avvocato e politico italiano
- Silvestro Baldacci, calciatore italiano
- Silvestro Belli, cardinale e vescovo cattolico italiano
- Silvestro Boito, pittore e miniaturista italiano
- Silvestro Buono, pittore italiano
- Silvestro Calandra, cortigiano italiano
- Silvestro Centofanti, politico e letterato italiano
- Silvestro Chiesa, pittore italiano
- Silvestro Daziari, vescovo cattolico e umanista italiano
- Silvestro dei Gherarducci, miniatore e pittore italiano
- Silvestro dell'Aquila, architetto e scultore italiano
- Silvestro di Kiev, religioso e scrittore della Rus' di Kiev
- Silvestro di Marsico, nobile normanno
- Silvestro Gherardi, fisico e storico della scienza italiano
- Silvestro Guzzolini, abate e santo italiano
- Silvestro Jacobelli, scultore italiano
- Silvestro Ladu, politico italiano
- Silvestro La Farina, patriota e politico italiano
- Silvestro Landino, gesuita italiano
- Silvestro Lega, pittore italiano
- Silvestro Mazzolini da Prierio, teologo italiano
- Silvestro Milani, ciclista su strada e pistard italiano
- Silvestro Palma, compositore italiano
- Silvestro Palmerini, marinaio e patriota italiano
- Silvestro Picardi, politico italiano
- Silvestro Pisa, calciatore e allenatore di calcio argentino
- Silvestro Valier, doge veneziano

### Variante Silvestre

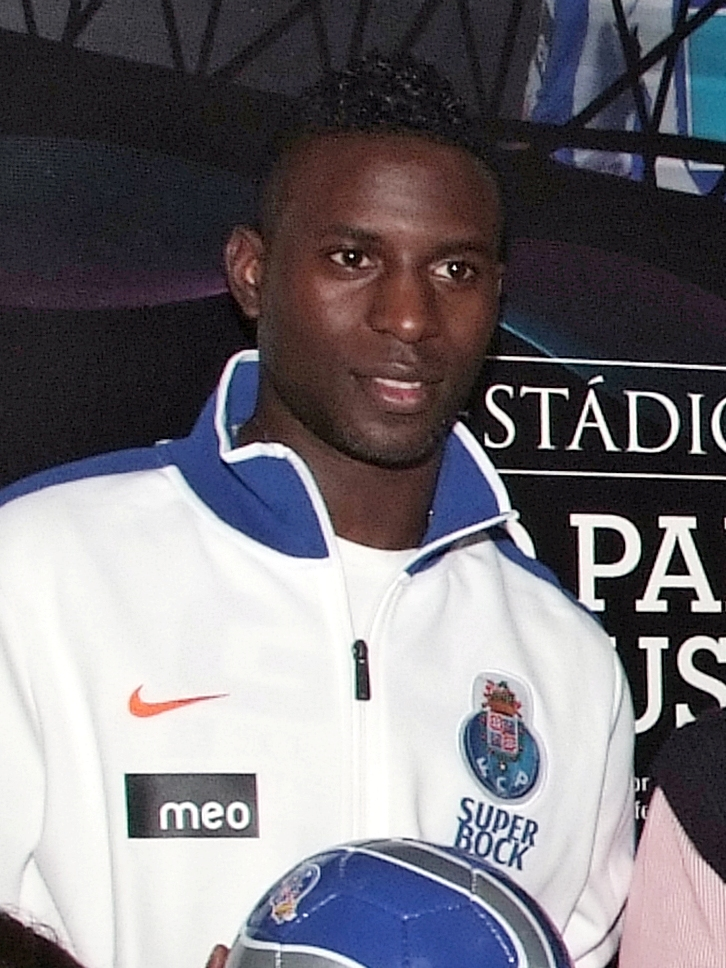
Silvestre Varela

- Silvestre Conti, calciatore argentino
- Silvestre Cuffaro, scultore e politico italiano
- Silvestre Ekolo, calciatore equatoguineano
- Silvestre Igoa, calciatore spagnolo
- Silvestre Revueltas, compositore, direttore d'orchestra e violinista messicano
- Silvestre Varela, calciatore portoghese

### Variante Silvester

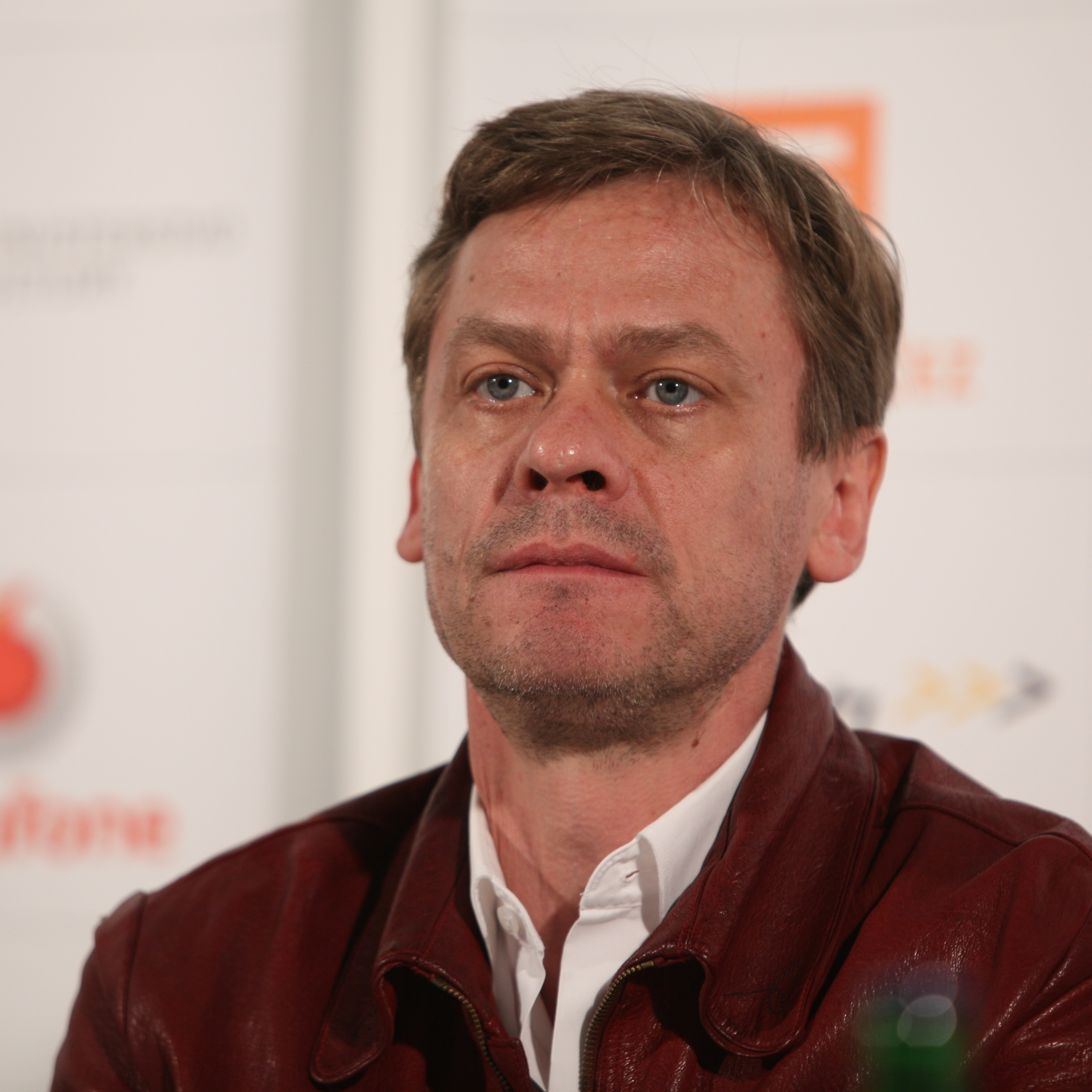
Sylvester Groth

- Silvester de Everdon, vescovo britannico
- Silvester Sabolčki, calciatore croato
- Silvester Takač, calciatore e allenatore di calcio serbo

### Variante Sylvester

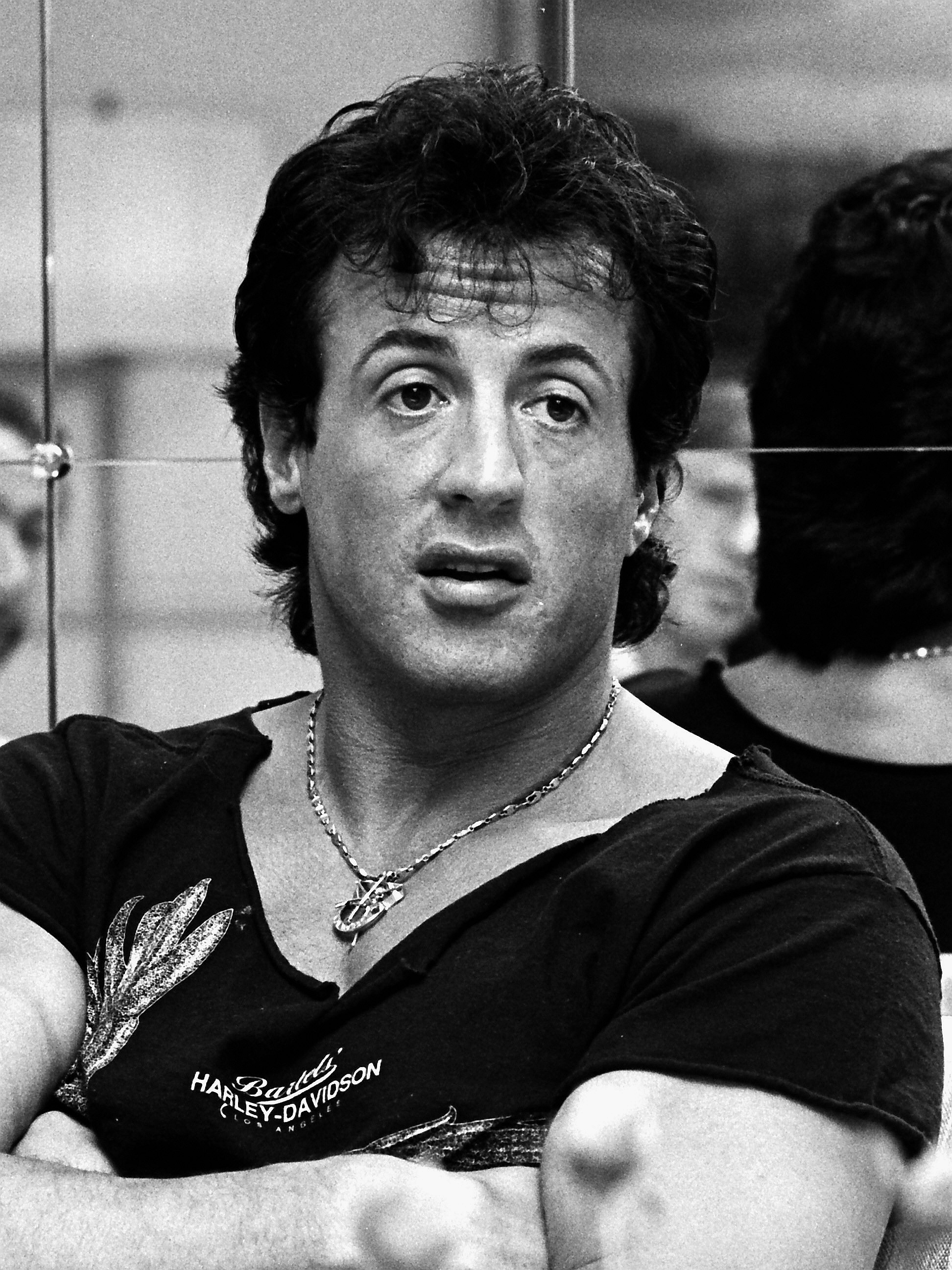
Sylvester Stallone

- Sylvester James Gates Jr., fisico statunitense
- Sylvester Graham, medico e presbitero statunitense
- Sylvester Gray, cestista statunitense
- Sylvester Groth, attore tedesco
- Sylvester Igboun, calciatore nigeriano
- Sylvester James, musicista statunitense
- Sylvester McCoy, attore scozzese
- Sylvester Norris, cestista statunitense
- Sylvester Ritter, wrestler e giocatore di football americano statunitense
- Sylvester Stadler, militare tedesco
- Sylvester Stallone, attore, sceneggiatore, regista, produttore cinematografico, scrittore e imprenditore statunitense
- Sylvester Wackerle, bobbista tedesco

### Variante Sylwester
- Sylwester Bednarek, atleta polacco

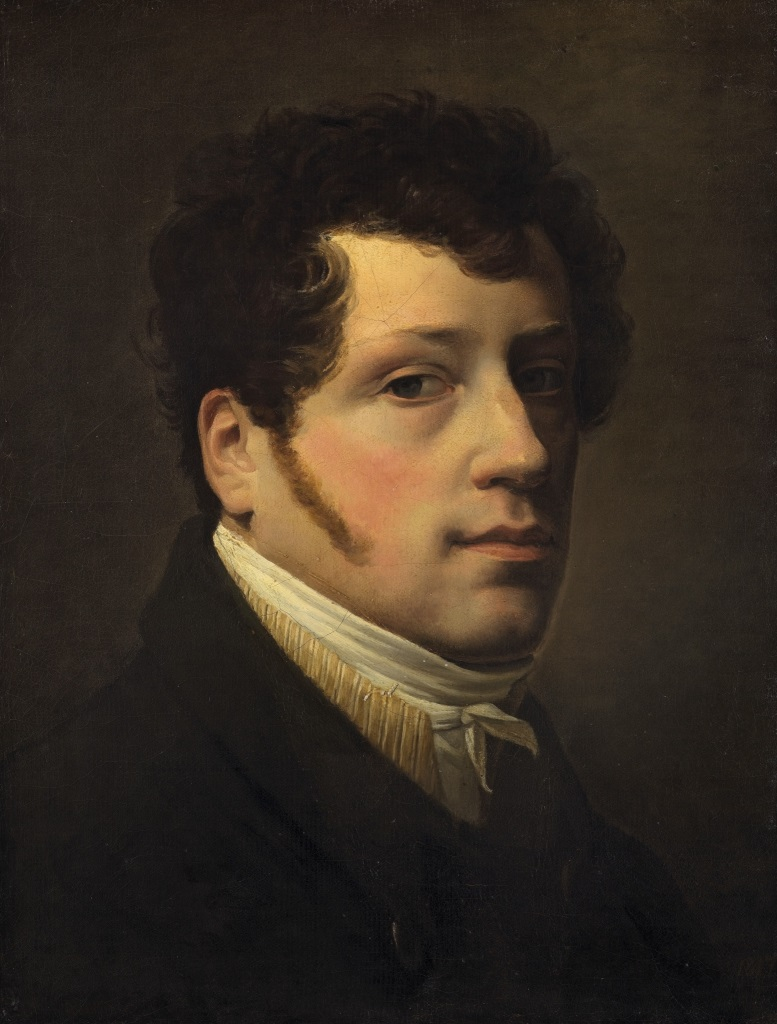
Sil'vestr Feodosievič Ščedrin

- Sylwester Przychodzien, giocatore di calcio a 5 polacco
- Sylwester Sembratowicz, cardinale cattolico polacco
- Sylwester Szmyd, ciclista su strada polacco

### Altre varianti
- Sylvestre Amoussou, regista beninese
- Sylvestre Ntibantunganya, politico burundese
- Sil'vestr Feodosievič Ščedrin, pittore russo
- Sly Stone, musicista, cantante e produttore discografico statunitense
- Sly Williams, cestista statunitense

## Il nome nelle arti
- Gatto Silvestro è un personaggio dei cartoni animati Looney Tunes.
- Silvestro Noli è il nome del protagonista della novella Notte di Luigi Pirandello.
- Silvestro è un personaggio della serie Pokémon.
- Sly Cooper è un personaggio dei videogiochi dell'omonima serie.
- Sylvester Pemberton è un personaggio dei fumetti DC Comics.